# Utah Jazz 2015-2016
La stagione 2015-16 degli Utah Jazz fu la 42ª nella NBA per la franchigia.
Gli Utah Jazz arrivarono terzi nella Northwest Division della Western Conference con un record di 40-42, non qualificandosi per i play-off.

## Roster
| N° | Naz.                   | Ruolo | Sportivo       | Anno | Alt. | Peso \|\| |
| -- | ---------------------- | ----- | -------------- | ---- | ---- | --------- |
| 2  | Australia (bandiera)   | A     | Joe Ingles     | 1987 | 203  | 98        |
| 3  | Stati Uniti (bandiera) | G     | Trey Burke     | 1992 | 183  | 86        |
| 5  | Stati Uniti (bandiera) | G     | Rodney Hood    | 1992 | 203  | 98        |
| 8  | Stati Uniti (bandiera) | G     | Shelvin Mack   | 1990 | 191  | 92        |
| 10 | Stati Uniti (bandiera) | G     | Alec Burks     | 1991 | 198  | 88        |
| 13 | Stati Uniti (bandiera) | G     | Elijah Millsap | 1987 | 198  | 98        |
| 15 | Stati Uniti (bandiera) | A     | Derrick Favors | 1991 | 208  | 112       |
| 18 | Stati Uniti (bandiera) | G     | Erick Green    | 1991 | 193  | 84        |
| 20 | Stati Uniti (bandiera) | A     | Gordon Hayward | 1990 | 203  | 94        |
| 21 | Germania (bandiera)    | C     | Tibor Pleiß    | 1989 | 221  | 116       |
| 22 | Stati Uniti (bandiera) | A     | J.J. O'Brien   | 1992 | 201  | 103       |
| 23 | Stati Uniti (bandiera) | A     | Chris Johnson  | 1990 | 198  | 91        |
| 24 | Stati Uniti (bandiera) | C     | Jeff Withey    | 1990 | 213  | 105       |
| 25 | Brasile (bandiera)     | G     | Raulzinho      | 1992 | 185  | 81        |
| 27 | Francia (bandiera)     | C     | Rudy Gobert    | 1992 | 216  | 100       |
| 33 | Stati Uniti (bandiera) | A     | Trevor Booker  | 1987 | 201  | 109       |
| 41 | Canada (bandiera)      | A     | Trey Lyles     | 1995 | 208  | 106       |

## Staff tecnico
- Allenatore: Quin Snyder
- Vice-allenatori: Antonio Lang, Alex Jensen, Mike Wells, Brad Jones, Johnnie Bryant, Igor Kokoškov
- Vice-allenatori per lo sviluppo dei giocatori: Mark McKown, Jeff Watkinson
- Preparatore fisico: Isaiah Wright
- Preparatore atletico: Brian Zettler